# Mata o le Alelo

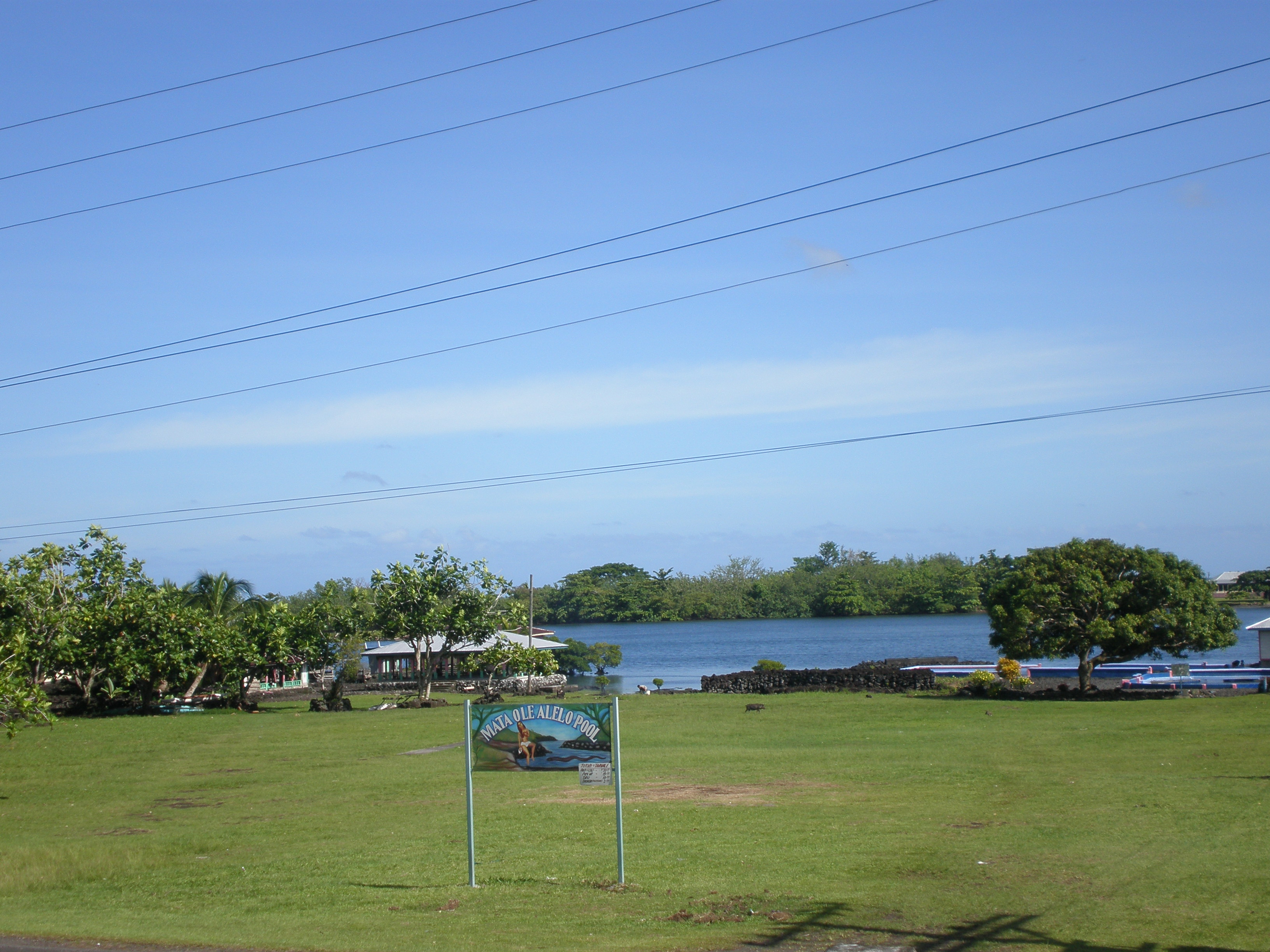
Hinweisschild an der Straße in Matavai.

Mata o le Alelo ist ein natürlicher Pool im Dorf Safune (Matavai) auf der Insel Savaiʻi in Samoa. Er wird mit der polynesischen Legende „Sina und der Aal“ in Verbindung gebracht.

## Geographie
Mata o le Alelo liegt im Gebiet des Dorfes Matavai, im Village District Safune und dem Bezirk Gagaʻifomauga an der zentralen Nordküste der Insel.
Der Pool ist eine ehemalige Lavaröhre. Er ist gefasst und wird aus einer Süßwasserquelle gespeist. Es gibt einen Abfluss zum Meer hin.
Nach Norden zu, am äußersten Ende des Pools erstreckt sich die Siedlung Lefagaoaliʻi auf einer Landspitze. Es gibt ein Fale mit Umkleidekabinen für Besucher. Diese werden von den Dorfbewohnern betreut, und es ist möglich, sie gegen Entgelt als Übernachtungsmöglichkeit zu nutzen.
Der Pool war bis vor kurzem die Hauptquelle für Trinkwasser. Traditionell wurde nur das Nordende zum Baden genutzt. Inzwischen gibt es eine Wasserleitung aus dem Landesinnern.